# Bahrein (otok)
Otok Bahrein (ar. جزيرة البحرين; Jazīrah al-Baḥrayn), također poznat kao otok al-Awal, a prije kao Bahrein, je najveći otok u Bahreinskom otočju, i čini najveći dio kopnene mase zemlje, a na njemu živi i većina stanovništva Bahreina.

## Geografija
Većina otoka Bahrein nalazi se u relativno plitkom zaljevu Perzijskog zaljeva poznatom kao Bahreinski zaljev. Morsko dno u blizini Bahreina je stjenovito i, uglavnom uz sjeverni dio otoka, prekriveno velikim koraljnim grebenima. Većina otoka je niska i neplodna pustinja. Izdanci vapnenca tvore niska valovita brda, zdepaste litice i plitke gudure. Vapnenac je prekriven slanim pijeskom različite gustoće, koji može podnijeti samo najtvrđu pustinjsku vegetaciju, kao što su uglavnom trnovito drveće i šikare. Duž sjeverne obale se proteže 5 km široki plodni pojas zemlje na kojem rastu stabla datulja, badema, smokava i šipka. Unutrašnjost sadrži strminu koja se uzdiže do 134 m, najvišu točku na otoku, koja je formirala Planinu dima, nazvanu tako zbog magle koja često obavija vrh. Većina naftnih bušotina u zemlji nalazi se u blizini planine.

## Klima
Klimatski uvjeti područja su sušni. Prosječna godišnja temperatura na ovom području je 28 °C. Najtopliji mjesec je kolovoz, kada je prosječna temperatura 38 °C, a najhladniji je siječanj s 18 °C. Prosječna godišnja količina oborina je 144 mm. Najkišovitiji mjesec je studeni, s prosjekom od 38 mm oborine, a najsuši je listopad s 1 mm oborine.

## Demografija
Manama, glavni grad kraljevine Bahrein, nalazi se na sjeveroistočnom kraju otoka Bahrein. Glavna luka, Mina Salman, također se nalazi na otoku, kao i glavna postrojenja za rafiniranje nafte i komercijalni centri.

## Uprava
Otok je podijeljen između 3 guvernorata.

## Promet
Nasipi i mostovi povezuju Bahrein sa susjednim otocima i kopnom Saudijske Arabije. Najstariji nasip, izvorno izgrađen 1929., povezuje Bahrein s Muharakom, trećim po veličini otokom. Postoje tri nasipa koji povezuju otok Muharak s Manamom na otoku Bahreinu:
- Most Shaikh Hamad: od grada Muharraq do diplomatskog područja
- Put Shaikh Isa bin Salman: od grada Muharraq/ Busaiteena do diplomatskog područja
- Most Shaikh Khalifa: od Hidda do Juffaira

Na njegovoj istočnoj obali nalazi se Sitrah, gdje je terminala za izvoz nafte, koji je povezan s Bahreinom mostom koji premošćuje uski kanal koji razdvaja dva otoka. Na njegovoj zapadnoj obali, nasip do otoka Umm an Nasan, nastavlja se na saudijski kopneni grad Khobar kroz most kralja Fahda. Umm an Nasan privatno je vlasništvo kralja i mjesto njegovog osobnog rezervata divljači.

## Galerija
- Karta okruga
- Muharraq u prvom planu;Manamana otoku Bahrein u pozadini

## Reference
- Baynes, T. S., ur.. 1878. <span class="cs1-ws-icon" title="s:Encyclopædia Britannica, 9. izdanje</Bahrein">Bahrein , Encyclopædia Britannica, 3, 9. izdanje, Charles Scribner's Sons. New York. , str. 240
- Holdich, Thomas Hungerford. 1911. Bahrein Islands ,   Chisholm, Hugh (ur.), Encyclopædia Britannica (engleski), 3, 11th izdanje, Cambridge University Press, str. 212